# فرضیه سقط جنین-سرطان سینه
فرضیه سقط جنین-سرطان سینه بیان می‌کند که سقط جنین القایی می‌تواند خطر ابتلا به سرطان سینه را افزایش دهد. این فرضیه در تضاد با نظر علمی رایج است و توسط سازمان‌های بزرگ حرفه ای پزشکی رد می‌شود. با وجود این، همچنان به‌طور گسترده به عنوان شبه علم، معمولاً در خدمت برنامه ضد سقط جنین تبلیغ می‌شود.
در اوایل بارداری، سطح هورمون‌ها افزایش می‌یابد و منجر به رشد سینه می‌شود. این فرضیه پیشنهاد می‌کند که اگر این فرایند با سقط جنین تغییر کند، سلول‌های نابالغ بیشتری باقی می‌مانند و این سلول‌های نابالغ می‌توانند خطر ابتلا به سرطان سینه را در طول زمان افزایش دهند.
فرضیه سقط جنین-سرطان سینه موضوع تحقیقات علمی گسترده‌ای بوده است و جامعه علمی به این نتیجه رسیده‌است که سقط جنین باعث سرطان سینه نمی‌شود. و اینکه سرطان سینه نباید برای زنانی که سقط جنین دارند یا قصد سقط جنین دارند نگران کننده باشد. این اجماع توسط نهادهای پزشکی بزرگ، از جمله سازمان بهداشت جهانی، مؤسسه ملی سرطان ایالات متحده، انجمن سرطان آمریکا، کنگره آمریکا از متخصصین زنان و زایمان حمایت می‌شود. متخصصین زنان، کالج سلطنتی متخصصین زنان و زایمان، مرکز تحقیقات سرطان آلمان، و انجمن سرطان کانادا.
برخی از فعالان ضد سقط جنین به پیشبرد یک رابطه علی بی‌اعتبار بین سقط جنین و سرطان سینه ادامه داده‌اند. در ایالات متحده، آنها قوانین ایالتی پیشرفته ای دارند که در چندین ایالت، ارائه دهندگان مراقبت‌های بهداشتی را ملزم می‌کند هنگام مشاوره به زنانی که به دنبال سقط جنین هستند، سقط جنین را به عنوان عامل سرطان سینه معرفی کنند. این مداخله سیاسی زمانی به اوج خود رسید که دولت جورج دبلیو بوش وب سایت موسسه ملی سرطان را تغییر داد تا پیشنهاد کند که سقط جنین ممکن است باعث سرطان سینه شود. در پاسخ به نگرانی عمومی در مورد این مداخله، NCI کارگاهی را در سال ۲۰۰۳ تشکیل داد که بیش از ۱۰۰ کارشناس را در مورد این موضوع گرد هم آورد. این کارگاه به این نتیجه رسید که در حالی که برخی مطالعات ارتباط آماری بین سرطان سینه و سقط جنین را گزارش کردند، قوی‌ترین شواهد علمی از مطالعات کوهورت آینده نگر بزرگ نشان می‌دهد که سقط جنین ارتباطی ندارد. با افزایش خطر سرطان سینه، و این که یافته‌های مثبت احتمالاً به دلیل سوگیری پاسخ بوده‌است.
ترویج مداوم ارتباط بین سقط جنین و سرطان سینه توسط دیگران به عنوان بخشی از استراتژی ضد سقط جنین «زن محور» علیه سقط جنین تلقی می‌شود. گروه‌های ضد سقط جنین ادعا می‌کنند که اطلاعات لازم برای رضایت آگاهانه مورد نیاز قانونی را ارائه می‌کنند، که نگرانی مشترک برخی از سیاستمداران محافظه‌کار سیاسی است. موضوع سقط جنین-سرطان سینه همچنان موضوع بحث‌های سیاسی است.

## دیدگاه‌های سازمان‌های پزشکی
سازمان‌های بزرگ پزشکی که داده‌های مربوط به سقط جنین و سرطان سینه را تجزیه و تحلیل کرده‌اند، به‌طور یکسان به این نتیجه رسیده‌اند که سقط جنین باعث سرطان سینه نمی‌شود. این سازمان‌ها عبارتند از سازمان بهداشت جهانی، موسسه ملی سرطان ایالات متحده، انجمن سرطان آمریکا، کنگره آمریکایی متخصصان زنان و زایمان، کالج سلطنتی متخصصین زنان و زایمان، مرکز تحقیقات سرطان آلمان و انجمن سرطان کانادا.
- سازمان جهانی بهداشت در سال ۲۰۱۲ به این نتیجه رسید که «داده‌های اپیدمیولوژیک سالم نشان می‌دهد که خطر ابتلا به سرطان سینه برای زنان به دنبال سقط خود به خود یا القایی افزایش نمی‌یابد»، یافته‌های قبلی خود را به روز کرد که «سقط القایی خطر ابتلا به سرطان سینه را افزایش نمی‌دهد».[۴۰]
- انجمن سرطان آمریکا نتیجه‌گیری کرد: «در حال حاضر، شواهد علمی از این تصور که سقط جنین از هر نوع خطر ابتلا به سرطان سینه یا هر نوع سرطان دیگری را افزایش می‌دهد، پشتیبانی نمی‌کند.»[۴۱]
- مؤسسه ملی سرطان ایالات متحده، که بخشی از مؤسسه ملی بهداشت است،[۴۲] دریافت که «سقط جنین القایی با افزایش خطر ابتلا به سرطان پستان مرتبط نیست» و به این نتیجه‌گیری قوی‌ترین رتبه‌بندی شواهد ممکن را اختصاص داد.[۴۳]
- کنگره متخصصان زنان و زایمان آمریکا دریافت که «مطالعات اولیه در مورد رابطه بین سقط جنین القایی قبلی و خطر سرطان سینه از نظر روش شناختی ناقص بود.» مطالعات اخیر دقیق تر نشان می‌دهد که هیچ رابطه علّی بین سقط جنین القایی و افزایش متعاقب آن در خطر ابتلا به سرطان سینه وجود ندارد.[۴۴]
- کالج سلطنتی متخصصین زنان و زایمان، ادبیات پزشکی را بررسی کرد و به این نتیجه رسید که «هیچ ارتباط ثابتی بین سقط جنین یا سقط جنین و ایجاد سرطان سینه وجود ندارد.»[۴۵] کالج در دستورالعمل‌های رسمی بالینی خود توصیه می‌کند که «به زنان اطلاع داده شود که سقط جنین القایی با افزایش خطر سرطان سینه مرتبط نیست».[۴۶]
- مرکز تحقیقات سرطان آلمان در سال ۲۰۱۳ به این نتیجه رسید که سقط جنین و سقط جنین هیچ خطری برای سرطان سینه ندارد.[۴۷]
- انجمن سرطان کانادا در سال ۲۰۱۳ اعلام کرد: «مجموعه شواهد علمی ارتباط بین سقط جنین و افزایش خطر ابتلا به سرطان سینه را تایید نمی‌کند.»[۴۸]

## طرفداران
جوئل بریند، یکی از اعضای هیئت علمی کالج باروخ در دپارتمان علوم طبیعی، مدافع اصلی پیوند سقط جنین – سرطان سینه ("ABC") است. بریند به شدت مخالف سقط جنین است و با این ادعا که سقط جنین باعث سرطان سینه در اوایل دهه ۱۹۹۰ می‌شود، سیاستمداران را لابی کرد. بریند دریافت که تلاش‌های لابی‌گری او جدی گرفته نمی‌شود، زیرا او یافته‌های خود را در ادبیات پزشکی مورد بررسی منتشر نکرده‌است؛ بنابراین او با دو پزشک ضد سقط جنین و یک آماردان برای انتشار مقاله ای در سال ۱۹۹۶ در مجله اپیدمیولوژی و سلامت جامعه، با این استدلال که سقط جنین القایی یک عامل خطر برای سرطان سینه است، همکاری کرد. آماردانی که با بریند همکاری کرد، بعداً در مورد یافته‌های آنها اظهار داشت: «من شک دارم. فکر نمی‌کنم مشکل حل شده باشد. وقتی در مورد نتیجه‌گیری صحبت می‌کردیم، او [بریند] می‌خواست قوی‌ترین اظهارات را بیان کند. من سعی کردم کمی آنها را معتدل کنم، اما دکتر بریند در مورد نظر خود بسیار قاطع است.»
مقاله بریند در مجله انستیتوی ملی سرطان به دلیل نادیده نقش سوگیری پاسخ و به دلیل «محو شدن ارتباط با علت» مورد انتقاد قرار گرفت. میزان توجهی که مطالعه دریافت کرد باعث شد یک سرمقاله احتیاطی توسط یک سردبیر JECH ارائه شود. با ظهور مطالعات بزرگتر که با یافته‌های بریند مغایرت داشت، بریند نتوانست جامعه علمی را متقاعد کند که سقط جنین باعث سرطان سینه می‌شود. در سال ۲۰۰۳، بریند به کارگاه NCI در مورد سقط جنین و سرطان سینه دعوت شد، جایی که او تنها کسی بود که به‌طور رسمی با یافته‌های کارگاه مبنی بر اینکه هیچ ارتباطی بین این دو وجود ندارد مخالفت کرد. بریند عدم حمایت از یافته‌های خود را به دلیل یک توطئه مقصر می‌داند و استدلال می‌کند که NCI و سایر سازمان‌های بزرگ پزشکی به منظور «حفاظت از صنعت سقط جنین» درگیر «پوشانی» هستند.

## مکانیسم پیشنهادی

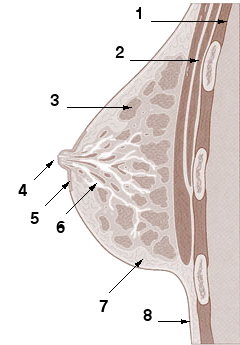
لوبول‌ها ۳ و مجراها ۶ هستند.

در اوایل بارداری، سطوح استروژن، پروژسترون و استرادیول افزایش می‌یابد که منجر به رشد سینه‌ها برای آماده شدن برای شیردهی می‌شود. طرفداران حدس می‌زنند که اگر این روند با سقط جنین یا سقط جنین - قبل از بلوغ کامل (تمایز) در سه‌ماهه سوم - قطع شود، سلول‌های نابالغ بیشتری نسبت به قبل از بارداری باقی می‌ماند. این سلول‌های نابالغ می‌توانند در طول زمان در معرض مواد سرطان‌زا و هورمون‌ها قرار بگیرند و در نتیجه خطر بالقوه سرطان سینه را افزایش دهند. این مکانیسم برای اولین بار در مطالعات موش صحرایی که در دهه ۱۹۸۰ انجام شد، پیشنهاد و مورد بررسی قرار گرفت.
بافت سینه حاوی لوب‌ها (بخش‌های) بسیاری است که شامل لوبول‌هایی است که گروه‌هایی از سلول‌های سینه هستند. چهار نوع لوبول وجود دارد:
- نوع ۱ دارای ۱۱ مجرای (نابالغ) است.
- نوع ۲ دارای ۴۷ مجرای (نابالغ) است.
- نوع ۳ دارای ۸۰ مجرای (بالغ، گیرنده‌های هورمونی کمتر) است.
- نوع ۴ کاملاً بالغ (مقاوم در برابر سرطان) و حاوی شیر مادر است

در اوایل بارداری، لوبول‌های نوع ۱ به دلیل تغییرات در سطح استروژن و پروژسترون، به سرعت به لوبول‌های نوع ۲ تبدیل می‌شوند. بلوغ به نوع ۳ و سپس رسیدن به تمایز کامل به عنوان لوبول‌های نوع ۴ نیاز به افزایش لاکتوژن جفت انسانی (hPL) دارد که در چند ماه آخر بارداری اتفاق می‌افتد. با توجه به فرضیه سقط جنین – سرطان پستان، اگر سقط جنین این توالی را قطع کند، می‌تواند نسبت لوبول‌های نوع ۲ بالاتر از قبل از بارداری باقی بماند. روسو و روسو نشان داده‌اند که سلول‌های سینه بالغ زمان بیشتری برای ترمیم DNA با چرخه‌های سلولی طولانی‌تر دارند، که باعث کاهش اندکی خطر ابتلا به سرطان سینه برای زنان نابالغ در برابر خطر اولیه برای زنانی که هرگز باردار نشده‌اند و آن‌هایی که باردار شده‌اند، است. و به بارداری خود پایان دادند.
بعداً، روسو و همکاران. دریافتند که گنادوتروپین جفتی انسان (hCG) باعث ایجاد سنتز اینهیبین توسط اپیتلیوم پستان می‌شود. برنشتاین و همکاران هنگامی که به زنان برای کاهش وزن یا درمان ناباروری hCG تزریق شد، به‌طور مستقل کاهش خطر سرطان سینه مشاهده شد. برخلاف فرضیه ABC، مایکلز و همکاران. فرض کنید از آنجایی که hCG در تمایز سلولی نقش دارد و ممکن است آپوپتوز را فعال کند، زیرا سطوح hCG در اوایل بارداری انسان افزایش می‌یابد، یک بارداری ناقص با مدت کوتاه ممکن است مزایای یک بارداری کامل را به همراه داشته باشد و در نتیجه خطر سرطان سینه را کاهش دهد. "

## تاریخچه
اولین مطالعه شامل آمار سقط جنین و سرطان سینه یک مطالعه گسترده در سال ۱۹۵۷ بود که سرطان‌های رایج در ژاپن را بررسی کرد. محققان در مورد نتیجه‌گیری از روش‌های غیرقابل اعتماد خود محتاط بودند. در طول دهه ۱۹۶۰ چندین مطالعه توسط برایان مک ماهون و همکاران. در اروپا و آسیا ارتباط بین سقط جنین و سرطان سینه را لمس کردند. مقاله آنها در سال ۱۹۷۳ منتشر شده در مجله مؤسسه ملی سرطان به این نتیجه رسید که «در جایی که یک رابطه مشاهده شد، سقط جنین با افزایش خطر همراه بود، نه کاهش.» تحقیقات مربوط به بحث فعلی ABC بر مطالعات همگروهی بزرگ‌تر اخیر، چند متاآنالیز، بسیاری از مطالعات مورد شاهدی و چندین آزمایش اولیه با موش‌ها متمرکز است.

### مدل موش
Russo & Russo از مرکز سرطان فاکس چیس در فیلادلفیا در سال ۱۹۸۰ مطالعه ای را انجام دادند که ارتباط پیشنهادی بین سقط جنین و سرطان سینه را بررسی کرد. هنگام تجزیه و تحلیل اثرات سرطان زا ۷٬۱۲-دی متیل بنز(a)آنتراسن (DMBA) بر روی شاخص برچسب گذاری DNA (DNA-LI) در جوانه‌های انتهایی (TEBs)، مجاری انتهایی (TDs) و جوانه‌های آلوئولی (ABs) Sprague. موش‌های داولی در مراحل مختلف رشد تولیدمثلی، دریافتند موش‌هایی که حاملگی خود را قطع کرده بودند، افزایش قابل توجهی در خطر ابتلا به سرطان نداشتند. با این حال، آنها دریافتند که بارداری و شیردهی یک اقدام محافظتی در برابر اشکال مختلف ضایعات خوش‌خیم، مانند گره‌های آلوئولی هیپرپلاستیک و کیست‌ها است. در حالی که نتایج نشان می‌دهد موش‌هایی که حاملگی خود را قطع کرده‌اند ممکن است در معرض «شیوع ضایعات خوش‌خیم مشابه یا حتی بالاتر» نسبت به موش‌های باکره قرار بگیرند، هیچ مدرکی وجود نداشت که نشان دهد سقط جنین منجر به بروز سرطان‌زایی بیشتر می‌شود. بررسی دقیق تری از این پدیده در سال ۱۹۸۲ انجام شد و نتایج را تأیید کرد. مطالعه بعدی در سال ۱۹۸۷ یافته‌های قبلی آنها را بیشتر توضیح داد. پس از تمایز غده پستانی ناشی از حاملگی کامل موش، سرعت تقسیم سلولی کاهش می‌یابد و طول چرخه سلولی افزایش می‌یابد و زمان بیشتری برای تعمیر DNA می‌دهد.
علیرغم این واقعیت که مطالعات Russos میزان خطر مشابهی را بین موش‌های باکره و قطع بارداری نشان داد، تحقیقات آنها برای حمایت از این ادعا که سقط جنین خطر بیشتری برای سرطان سینه در بیست سال آینده ایجاد می‌کند مورد استفاده قرار می‌گیرد. با این حال، از آنجایی که موش‌ها سرطان پستان طبیعی را نشان نمی‌دهند، تعمیم این نتایج به سقط جنین انسان و سرطان سینه مشکوک تلقی می‌شود.

## شواهد اپیدمیولوژیک
نتایج مطالعات کوهورت آینده نگر در مورد رابطه بین سقط جنین و سرطان پستان به‌طور مداوم منفی بوده‌است. چنین مطالعاتی نسبت به مطالعات گذشته نگر و مطالعات مورد شاهدی قابل اعتمادتر در نظر گرفته می‌شوند. ارتباط مثبت بین سقط جنین و خطر ابتلا به سرطان پستان مشاهده شده در مطالعات مورد شاهدی ممکن است با سوگیری یادآوری توضیح داده شود.
در سال ۱۹۹۶، بریند و همکاران متاآنالیز ۲۳ مطالعه را منتشر کرد که ارتباط مثبتی بین سقط جنین القایی و خطر سرطان سینه وجود داشت. نویسندگان خطر نسبی سرطان سینه را در بین زنانی که سقط جنین القایی داشته‌اند، در مقایسه با زنانی که سقط جنین نکرده بودند، ۱٫۳ تخمین زدند. به دلایل متعددی توسط محققان دیگر مورد انتقاد قرار گرفت، از جمله این ادعاها مبنی بر اینکه سوگیری انتشار را در نظر نگرفته‌است (مطالعات مثبت تمایل بیشتری به انتشار دارند). متاآنالیز همچنین مورد انتقاد قرار گرفت زیرا مطالعاتی که شامل آن شد تقریباً همه مطالعات مورد شاهدی بودند که مستعد یادآوری سوگیری هستند و انتخاب یک گروه کنترل مناسب برای آنها دشوار است.
در سال ۱۹۹۷، وینگو و همکاران. ۳۲ مطالعه را در مورد رابطه سقط جنین و سرطان پستان بررسی کرد و به این نتیجه رسید که نتایج مطالعات در این زمینه آنقدر متناقض است که امکان نتیجه‌گیری قطعی را برای سقط جنین‌های القایی یا خود به خود فراهم نمی‌کند.
تجزیه و تحلیل داده‌های ۵۳ مطالعه در سال ۲۰۰۴ که شامل ۸۳۰۰۰ زن مبتلا به سرطان سینه بود، هیچ خطری را در میان زنانی که سقط جنین القایی یا خودبه‌خودی داشته‌اند، گزارش نکرد. خطر نسبی سرطان سینه برای زنانی که سقط خود به خودی داشتند در این تجزیه و تحلیل ۰٫۹۸ و برای سقط القایی ۰٫۹۳ بود.
یک بررسی سیستماتیک و متاآنالیز مطالعات آینده‌نگر در سال ۲۰۱۵ شواهد کافی برای حمایت از ارتباط بین سقط جنین القایی یا خود به خود و افزایش خطر ابتلا به سرطان سینه را نشان داد.

## سیاسی شدن
در اواخر دهه ۱۹۸۰، سیاستمداران ملی دریافتند که تمرکز بر کاهش دسترسی به سقط جنین یک استراتژی سیاسی برنده نیست. برخی از فعالان ضد سقط جنین در مواجهه با رها شدن سیاسی، تهاجمی تر و خشن تر شدند که با قتل دکتر دیوید گان در سال ۱۹۹۳ و تصویب قانون آزادی دسترسی به ورودی‌های کلینیک در سال ۱۹۹۴ به اوج خود رسید. با بی‌اعتبار شدن اقدام مستقیم، سازمان‌های ضد سقط جنین، از جمله کمیته ملی حق حیات، به خط مقدم جنبش آمدند. اینها بر تاکتیک‌های قانونی، از جمله لابی علیه سقط جنین‌های دیررس و دسترسی به میفپریستون و قانون‌گذاری بر اساس پیوند ادعایی ABC متمرکز بودند. اخیراً، سازمان‌های ضد سقط جنین به لابی‌گری روی آورده‌اند تا موانع سقط را افزایش دهند، مانند مشاوره اجباری، دوره‌های انتظار، و اطلاع‌رسانی والدین، و برخی احساس می‌کنند که طرفداران ضد سقط جنین ABC را به عنوان یک تاکتیک دیگر در کمپین خود علیه سقط جنین می‌دانند. سقط جنین چالش‌های حقوقی مداوم و فزاینده ای برای سقط جنین در ایالات متحده توسط گروه‌های ضد سقط جنین وجود دارد. در سال ۲۰۰۵، یک سازمان کانادایی ضد سقط جنین با اشاره به فرضیه ABC، بیلبوردهایی را در آلبرتا با روبان‌های صورتی بزرگ و بیانیه: «سرپوش گذاری را متوقف کنید» نصب کرد. بنیاد سرطان سینه کانادا از ارائه نادرست وضعیت دانش علمی در مورد این موضوع نگران بود.
تمرکز مداوم بر فرضیه ABC توسط گروه‌های ضد سقط جنین باعث ایجاد یک محیط سیاسی تقابلی شده‌است. طرفداران ضد سقط جنین و دانشمندان به‌طور یکسان با انتقاداتی پاسخ داده‌اند. ادعاهای طرفداران ضد سقط جنین گاهی اوقات به عنوان شبه علم شناخته می‌شود.
در اواخر دهه ۱۹۹۰، تعدادی از اعضای کنگره ایالات متحده درگیر موضوع ABC شدند. در یک جلسه استماع در سال ۱۹۹۸ در مورد تحقیقات سرطان، تام کوبرن، نماینده ایالات متحده، موسسه ملی سرطان را متهم کرد که با انتشار گزینشی داده‌ها، مردم را گمراه می‌کند. در سال ۱۹۹۹، اندکی پس از بحث و گفتگو در مجلس نمایندگان آمریکا دربارهٔ تاییدیه داروی سقط جنین میفپریستون، دیو ولدون، نماینده ایالات متحده، نامه ای با عنوان «همکار عزیز» نوشت که حاوی مقاله ای از جان کیندلی بود. در آن، ولدون ابراز نگرانی کرد که اکثر مطالعات نشان‌دهنده یک پیوند احتمالی ABC هستند و اینکه سیاسی‌سازی «از دادن اطلاعات حیاتی به زنان جلوگیری می‌کند».
تا سال ۲۰۱۹، مواد مشاوره سقط جنین در آلاسکا، کانزاس، می‌سی‌سی‌پی، اوکلاهاما و تگزاس به اشتباه ارتباط احتمالی بین سقط جنین و سرطان سینه را تأیید می‌کنند، در حالی که مواد مینه سوتا به درستی هیچ ارتباطی را گزارش نمی‌کنند. قوانین مشابهی که مستلزم اطلاع‌رسانی است نیز در ۱۴ ایالت دیگر معرفی شده‌است. یکی از سردبیران مجله آمریکایی سلامت عمومی ابراز نگرانی کرد که این لوایح هشدارهایی را پیشنهاد می‌کنند که با یافته‌های علمی ثابت همخوانی ندارد.
جیکوب ام اپل، متخصص اخلاق زیستی، استدلال می‌کند که قوانین افشای اجباری ممکن است بر اساس دلایل " عقلانی " خلاف قانون اساسی باشد. زایمان به‌طور قابل توجهی خطرناک تر از سقط جنین است، داده‌هایی که در هیچ قانون افشای مورد نیاز نیست، اما برای درک معنی دار خطرات ضروری است. به گفته Appel، «اگر تقریباً پنجاه میلیون سقط جنینی که از زمان رو در برابر وید همه با زایمان تمام مدت به پایان رسیده بود، تقریباً پانصد زن دیگر در طول زایمان می‌مردند.»
در می ۲۰۱۷، رئیس‌جمهور دونالد ترامپ، Charmaine Yoest، یک فعال ضد سقط جنین و طرفدار پیوند سقط جنین و سرطان سینه را به سمت دستیار وزیر امور عمومی در وزارت بهداشت و خدمات انسانی منصوب کرد.

### مؤسسه ملی سرطان
موسسه ملی سرطان (NCI) به دلیل نتایج ارائه شده در وب سایت خود، هدف جنبش ضد سقط جنین بوده‌است. گزارشی از کمیته نظارت و اصلاحات دولتی نشان داد که دولت بوش در نوامبر ۲۰۰۲ وب سایت NCI را تغییر داده‌است. تجزیه و تحلیل قبلی NCI به این نتیجه رسیده بود که، در حالی که برخی از سؤالات در مورد ارتباط بین سقط جنین و سرطان پستان قبل از اواسط دهه ۱۹۹۰ وجود داشت، تعدادی از مطالعات بزرگ و به خوبی مورد توجه قرار گرفته بودند، این موضوع را منفی حل کرده بودند. دولت بوش این تحلیل را حذف کرد و آن را با موارد زیر جایگزین کرد:
| « | ارتباط احتمالی بین سقط جنین و سرطان سینه در بیش از 30 مطالعه منتشر شده از سال 1957 مورد بررسی قرار گرفته است. برخی از مطالعات شواهد آماری قابل توجهی از افزایش خطر ابتلا به سرطان سینه در زنانی که سقط جنین داشته اند گزارش کرده اند، در حالی که برخی دیگر صرفاً افزایش آن را پیشنهاد کرده اند. خطر. مطالعات دیگر هیچ افزایشی در خطر در میان زنانی که حاملگی منقطع داشته اند، نشان نداده است. | » |

این تغییر، که حاکی از وجود عدم قطعیت علمی در مورد موضوع ABC بود، باعث شد تا سرمقاله ای در نیویورک تایمز به عنوان یک «تحریف فاحش» توصیف شود و نامه ای از اعضای کنگره به وزیر بهداشت و خدمات انسانی ارسال شود. در پاسخ به این تغییر، NCI یک کارگاه آموزشی سه روزه با عنوان رویدادهای تولید مثل اولیه و سرطان پستان در ۲۴ تا ۲۶ فوریه ۲۰۰۳ برگزار کرد. این کارگاه به این نتیجه رسید که سقط جنین القایی خطر ابتلا به سرطان سینه را در زنان افزایش نمی‌دهد و شواهد این امر به خوبی ثابت شده‌است. پس از آن، مدیر تحقیقات اپیدمیولوژی انجمن سرطان آمریکا اظهار داشت: «این مسئله به صورت علمی حل شده‌است. . . این اساساً یک بحث سیاسی است.»
بریند تنها شرکت کننده در کارگاه بود که نظر مخالف خود را به عنوان گزارش اقلیت در انتقاد از نتیجه‌گیری ارائه کرد. او معتقد است که شواهد و یافته‌های کارگاه بیش از حد توسط سازمان دهندگان آن کنترل شده‌است و زمان اختصاص داده شده برای بررسی کامل ادبیات بسیار کوتاه است.

### دعوای داکوتای شمالی
در ژانویه ۲۰۰۰، امی جو کیولسرود (متسون) مشاور ضد سقط جنین، از کلینیک زنان رد ریور در فارگو، داکوتای شمالی، به اتهام تبلیغات نادرست شکایت کرد. کت و شلوار، Kylsrud v. شرکت مدیریت MKB، ادعا کرد که این کلینیک با توزیع بروشوری که به نقل از برگه اطلاعات مؤسسه ملی سرطان در مورد فرضیه ABC، زنان را گمراه می‌کند. در بروشور آمده بود:
| « | ارتباط احتمالی بین سقط جنین و سرطان سینه در بیش از ۳۰ مطالعه منتشر شده از سال ۱۹۵۷ مورد بررسی قرار گرفته‌است. برخی از مطالعات شواهد آماری قابل توجهی از افزایش خطر ابتلا به سرطان سینه در زنانی که سقط جنین داشته‌اند گزارش کرده‌اند، در حالی که برخی دیگر صرفاً افزایش آن را پیشنهاد کرده‌اند. خطر. مطالعات دیگر هیچ افزایشی در خطر در میان زنانی که حاملگی منقطع داشته‌اند، نشان نداده‌است. | » |

این پرونده ابتدا برای ۱۱ سپتامبر ۲۰۰۱ برنامه‌ریزی شده بود، اما در نتیجه حملات تروریستی به تعویق افتاد. در ۲۵ مارس ۲۰۰۲، محاکمه آغاز شد. پس از چهار روز شهادت، قاضی مایکل مک گوایر به نفع کلینیک رای داد.
لیندا روزنتال، وکیل مرکز حقوق باروری، این تصمیم را رد «تاکتیک‌های ترساندن» توصیف کرد. جان کیندلی، یکی از وکلای وکولسرود، «حق افراد برای تعیین سرنوشت» را برجسته کرد. کیندلی همچنین در سال ۱۹۹۸ مقاله بررسی قانون ویسکانسین را نوشت که امکان دوام دعاوی قصور پزشکی را بر اساس عدم اطلاع‌رسانی به بیمارانی که قصد سقط جنین را در مورد فرضیه ABC دارند، بیان کرد.
این تصمیم مورد تجدیدنظرخواهی قرار گرفت و در ۲۳ سپتامبر ۲۰۰۳، دادگاه عالی داکوتای شمالی حکم داد که کیولسرود دارای جایگاهی نیست و حکم دادگاه بدوی مبنی بر رد این اقدام را تأیید کرد. درخواست تجدیدنظر گفت که کیلسرود مطالب را نخوانده‌است و پس از طرح شکایت، بروشورها برای رد پیوند سرطان سینه به نقل از موسسه ملی سرطان به روز شد.